# Diezmann

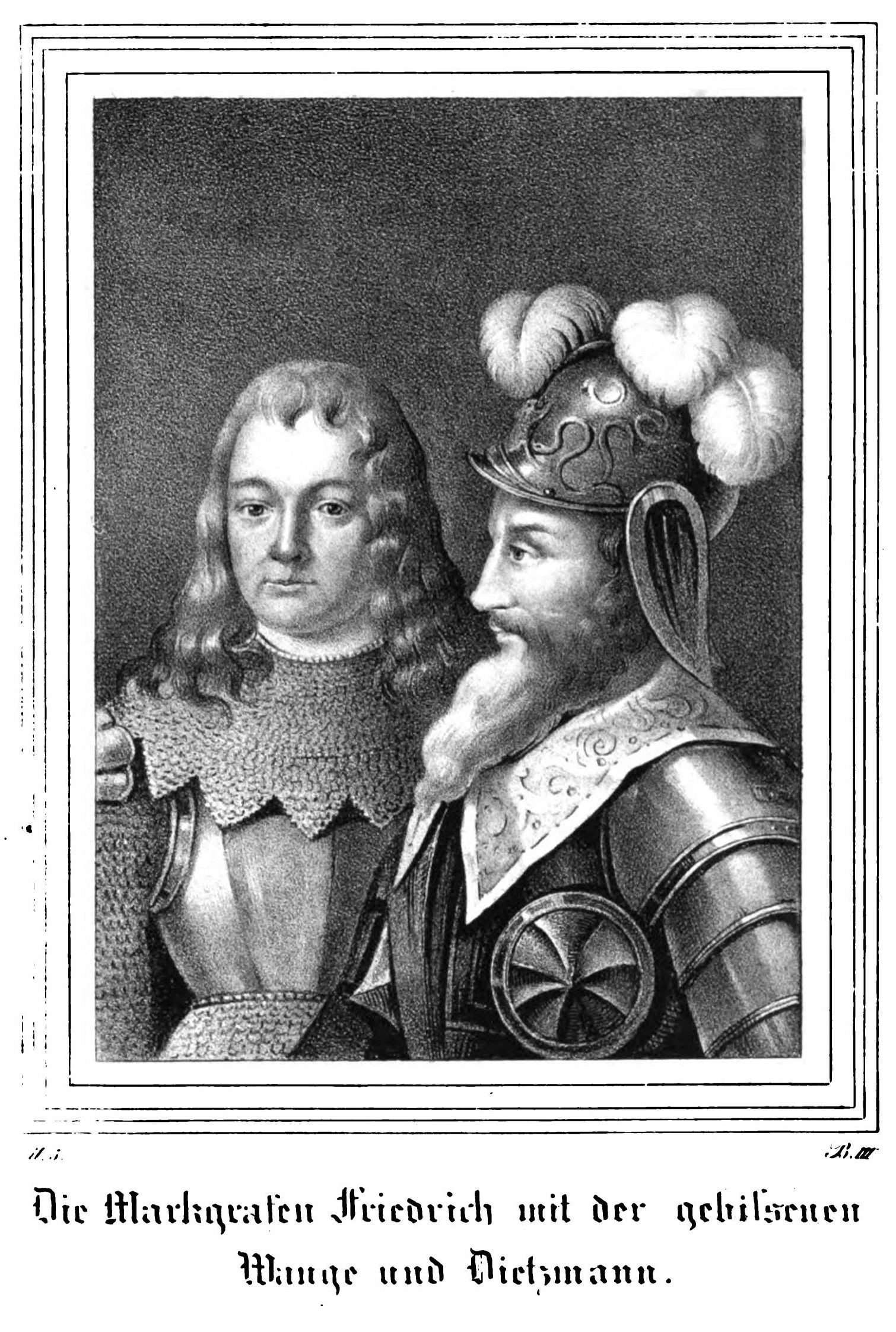
Diezmann och brodern Fredrik I av Meissen avbildade i 1800-talsillustration.

Dietrich IV av Lausitz, även kallad Diezmann, född omkring 1260, död 1307, var från 1291 till 1303 markgreve av Lausitz, från 1291 markgreve av Osterland och från 1298 lantgreve av Thüringen.
Han tillhörde huset Wettin och var son till markgreve Albrekt II av Meissen och Margareta av Staufen, dotter till kejsaren Fredrik II.
1303 sålde han markgrevskapet Lausitz till markgreve Otto IV av Brandenburg.
Tillsammans med sin äldre bror, markgreve Fredrik I av Meissen, besegrade han 1307 den tyske kungen Albrekt I i slaget vid Lucka, och säkrade därmed huset Wettins kontroll över markgrevskapet Meissen.